# Постум
Марко Касијан Латиније Постум (лат. Marcus Cassianus Latinius Postumus), убијен 269. године), познатији само као Постум, био је римски узурпатор који је владао Галоримским царством од 260. до своје смрти.

## Долазак на престо
Током кризе 3. века која је захватила Римско царство један од најтежих удараца се одиграо 259. када је цар Валеријан заробљен и одведен у сужањство од стране персијског краља Шапура I. Валеријанов син и савладар, Галијен морао је да упорно брани Италију и подунавске провинције од навала варварских Аламана и Сармата и истовремено води борбу са бројним узурпаторима (Ингенус и Регалијан у Подунављу, Макријан и Квијет у Египту).. У пролеће 260. Јутунги, једна од аламанских скупина, су предузели поход на Италију и успели су да, и поред Галијенове потере, са собом одведу велики број заробљеника. Судећи по латинском натпису, пронађеном 1992. у немачком граду Аугзбургу, 22. априла и 23. априла 260. Јутунге је пресрела римска војска из Германије и Реције предвођена војсковођом Марком Симплицинијем Генијалидом, потпуно их поразила и ослободила неколико хиљада италских заробљеника. Натпис, који је подигнут 12. септембра 260. је датован по конзулату августа Постума и извесног Хоноратијана. Другим речима, Постумова владавина је започела највероватније после пораза Јутунга у периоду између маја и јула. По историчару Зосиму, који је своју Нову историју саставио око 500. гоодине, Постум је, као намесник Доње Германије, плен задобијен у походу разделио војницима. Против овог потеза су реаговали Галијенов син и савладар Салонин и преторијански префект Силван који су затражили да се већ раздељени плен врати. Војска се тада побунила, опсела Колонију Агрпипину, данашњи Келн, где су се Салонин и Силван налазили, а по заузимању града и убиства младог цара и његових људи, легионари су Постума изабрали за цара. Његову власт су, сем германских провинција, прихватиле и Галија (сем Нарбонске Галије тј. Провансе) и Британија. После 261. и Хиспанија је признала Постума за свог владара.

## Борба са Галијеном
Када је у Подунављу најзад завладало затишје, Галијен је 265. године организовао опсежан поход против Постума. У почетку Галијен је био успешан и опсео је Постума у галском граду који извори нису именовали. Међутим, приликом једног обиласка попришта борби, Галијен је рањен стрелом од стране једног од опседнутих. Његова рана се затим искомпликовала и цар се повукао јужно од Алпа да би се 266. поново посветио борби са Готима на Балкану. У Медилану (данашњем Милану) Галијен је оставио војсковођу Ауреола да брани Италију од упада варвара и потенцијалног похода галоримског цара Постума. Почетком 268. године, рачунајући на Галијенову удаљеност, Ауреол се прогласио за цара у Милану. Галијен се брзо вратио у Италију, потукао Ауреола и натерао га да се склони у Милан. Ауреол је одатле признао Постума за свог савладара највероватније у покушају да добије војну помоћ и ослободи се опсаде. Постум се ипак није огласио по питању ове понуде, а Ауреол је убијен од стране војника новог цара Клаудија II Готског, који је преузео римски престо након што су балкански официри почетком септембра 268. извели атентат на Галијена 

## Администрација и новац
Постум се изгледа није интересовао за проширење домена којим је владао. Судећи по представама на новцу и титулама које је користио сматрао се за легитимног римског цара и желео је да буде признат за Галијеновог савладара. Међу водећим људима Постумовог режима налазила су се двојица романизованих аристократа, који су, судећи по гентилним именима, били галског порекла Марко Пиавоније Викторин и Гај Есувије Тетрик. Викторин је заједно са Постумом био конзул 267. године, док је Тетрик био један од чланова паралелног галоримског сената и доцније намесник провинције Аквитаније. Судећи по сачуваном новцу који је Постум ковао у Триру, бар закратко је успео да пласира новац бољег квалитета од онога који је ковао Галијен и покушао је да обнови коришћење сестерција, сребрног новца који су Римљани користили у свакодневним пословима а који је током кризе 3. века потпуно девалвиран. Међутим, у Галији је изгледа робно-новчана привреда била мање развијена него у медитеранским крајевима царства, тако да је Постум добрим делом користио сребрни новац из времена Антонина тако што је преко постојећих мотива ковао ознаке карактеристичне за његову владу. Предност рециклирања новца из времена Антонина била је у сфери царске пропаганде и идеологије пошто је нпр. 260. у Триру Постум ковао медаљоне вредне два сребрњака који су га представљали слично Хадријану који је био познат у римској традицији као обновитељ провинција.

## Пад
Након што је Клаудије II Готски постао римски цар Хиспанија се вратила под окриље централне владе и тиме је престала да буде део Галоримског царства. О самим околностима извори не пружају додатне детаље. Клаудијево заузимање Нарбонске Галије познато нам је захваљујући натпису нађеном у француском граду Греноблу који успешну акцију приписује Јулију Плацидијану, префекту ноћне страже Рима вигилима . Иако је потпуну хронологију догађаја тешко утврдити, у данашњој историјској науци се сматра да су ови догађаји уследили након Постумовог убиства. Наиме, у Мајнцу се 269. против Постума побунио извесни Улпије Корнелије Лелијан који се прогласио за цара. Постум је успео да га порази и ликвидира, али је потом страдао у побуни војника којима је претходно забранио да опљачкају заузети град. Постума је заменио извесни Марије, а затим и Викторин који је сада можда већ догурао до положаја преторијанског префекта. Било како било, борбе за престо Галоримског царства су довеле до губитка Хиспаније и Нарбонске Галије, али након што се Викторин учврстио осипаље територија је заустављено закратко . 
Пошто је Аурелијан већ 273. покорио Галоримско царство и вратио га под централну управу, Постум се данас у историографији сматра за најспособнијег међу галоримским владарима.